# Institut national d'astronomie et de géophysique
L'Institut national d'astronomie et de géophysique (en abrégé INAG) est un ancien institut du Centre national de la recherche scientifique (CNRS). Il est devenu en 1985 l'Institut national des sciences de l'univers (INSU).